# Schlösslesmühle

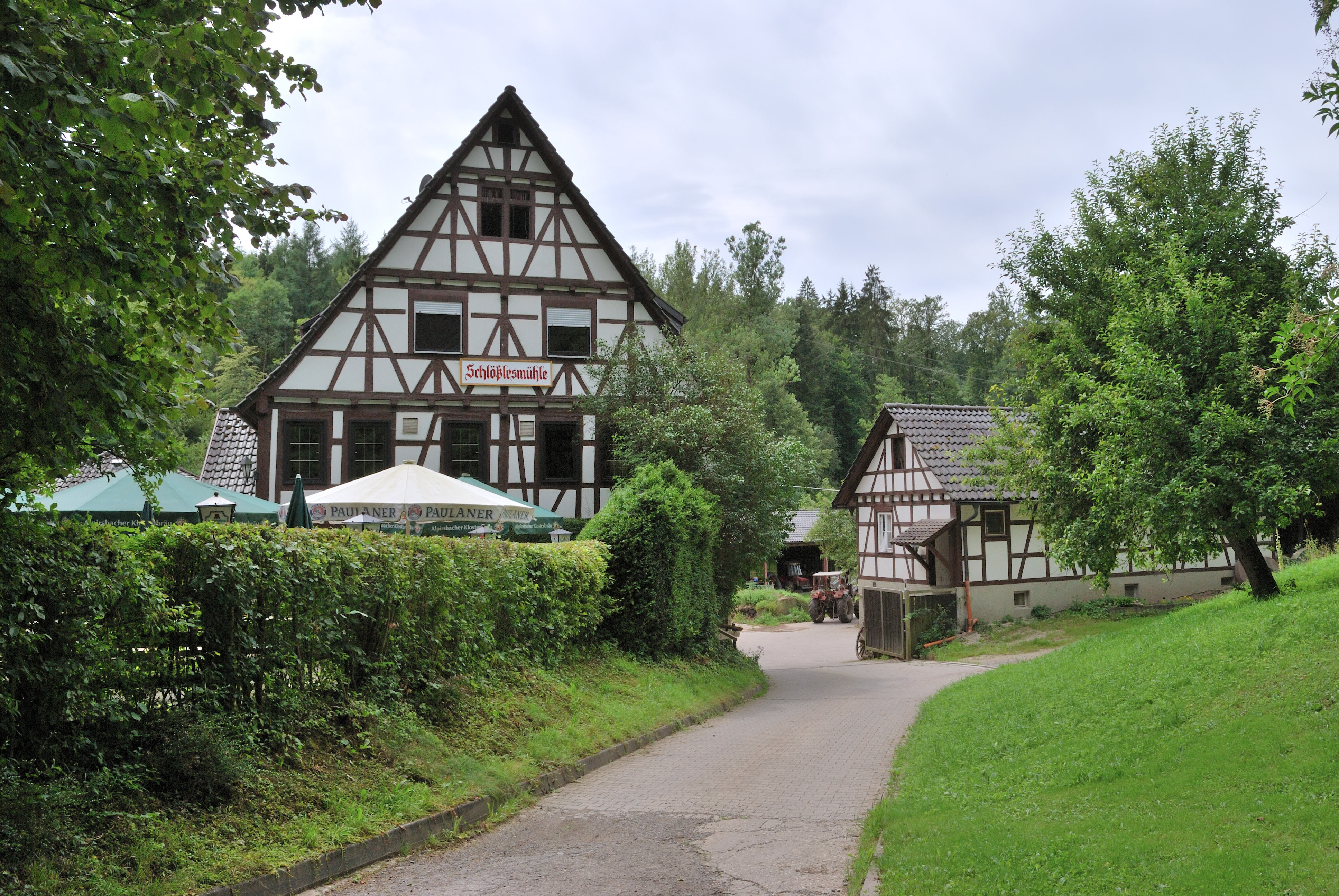
Schlösslesmühle

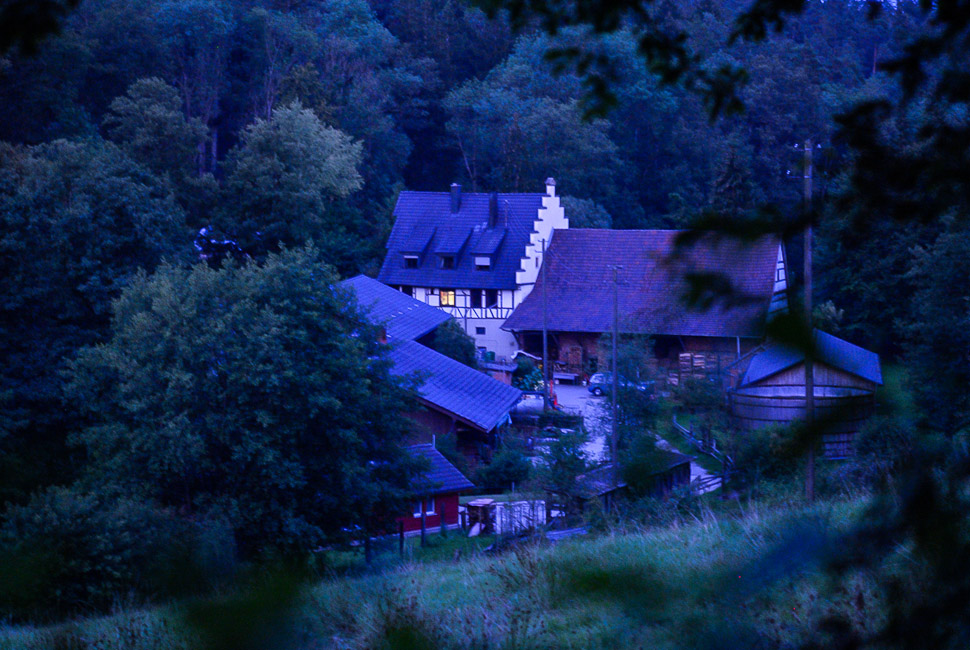
Schlösslesmühle in der Dämmerung

Die Schlösslesmühle ist die sechste Mühle im Siebenmühlental.

## Geschichte
Die ehemalige Poststation auf dem Weg nach Tübingen wurde 1451 erstmals schriftlich erwähnt. Ihren Namen hat die Mühle seit dem 18. Jahrhundert durch ihr prächtiges Aussehen. Im 16. Jahrhundert war sie noch unter dem Namen Doktorsmühle bekannt, Anfang des 18. Jahrhunderts als Kielmannsmühle. Sie wurde als erste Mühle im Siebenmühlental 1925 stillgelegt. Seit 1912 wird dort eine Gaststätte mit Biergarten betrieben. Früher besaß die Schlösslesmühle einen gleichnamigen Haltepunkt an der ehemaligen Siebenmühlentalbahn.